# Сколимовский, Генрик
Генрик Сколимовский (пол. Henryk Skolimowski; 4 мая 1930, Варшава — 6 апреля 2018, там же) — польский философ, проводник экософии, специалист по логике и философии языка. Эмерит-профессор.

## Биография
Получил техническое и философское образование в Варшаве, где окончил Варшавский политехнический университет (1956, магистр геодезии) и Варшавский университет (1959, магистр философии).
Степень доктора философии по философии получил в Оксфорде в 1964 году.
Был студентом Т. Котарбинского и К. Айдукевича.
В 1959-1960, 1962-1964, 1968-1969 годах в Оксфордском университете, в 1969-1970 годах в Кембриджском университете.
Профессорствовал в Университете Южной Калифорнии в Лос-Анджелесе (1964-70), затем в Мичиганском университете в Энн-Арборе (1971—1993), где был профессором философии (сперва приглашённый профессор), а ныне эмерит.
В 1976-1978 годах был консультантом ЮНЕСКО. В 1992-1997 годах профессор, глава эксофии в Лодзинском техническом университете.
Автор более 50 книг и более 600 научных работ.
В своей работе «Славянская философия: вымысел или будущее?» Г. Сколимовский размышляет о славянском образе мышления. Славяне у него обладают чувством целостности вещей и глубокого понимания единства с природой. «Чувство тайны природы и всего Космоса характерны для большинства славян», — пишет он, отмечая, что «поистине сильно оно звучит в русской душе». Он также отмечает, что «для природы славянина меркантильность является проклятием», «поэтому у нас возникают трудности в поисках своего места в сегодняшней Европе, в которой доминируют отношения, основанные на жадности и насилии». Сколимовский считает, что «у славян есть мужество задаться вопросом о существовании и выразить своё отношение к аморальному социальному устройству».

## Высказывания
- Существующая ныне беззаботность и этический нигилизм не являются тем основанием, на котором должно быть построено благоразумное общество[5].